# Liste d'abbayes prémontrées de France

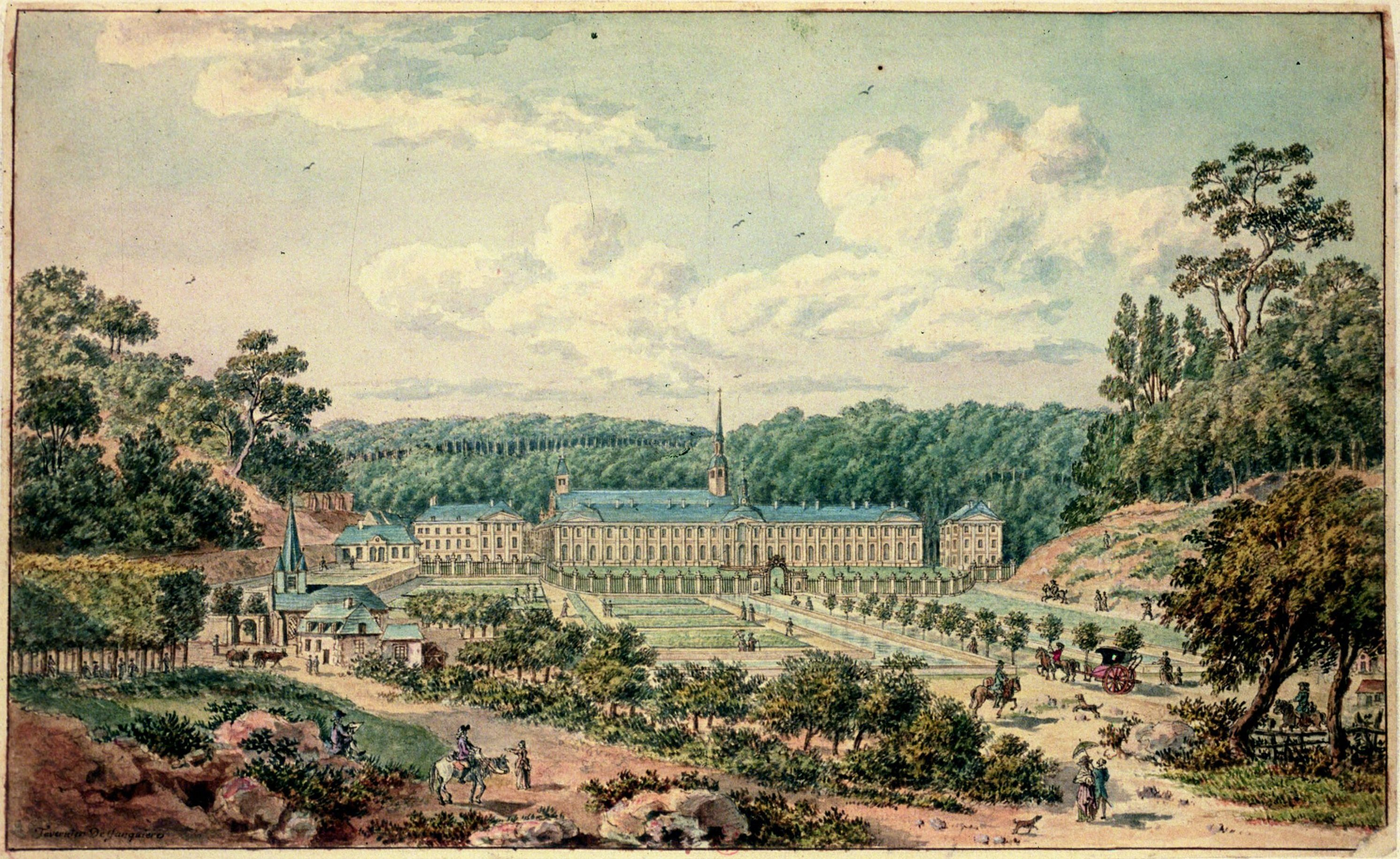
L'abbaye de Prémontré (Aisne) au XVIIIe siècle.

Cet article liste les abbayes prémontrées actives ou ayant existé sur le territoire français actuel. Il s'agit des abbayes de religieux (chanoines réguliers, chanoinesses régulières) de l'ordre des Prémontrés.
Les dates indiquées entre parenthèses correspondent au début et à la fin du statut d'abbaye prémontrée, mais ne coïncident pas obligatoirement avec la création et à la disparition du monastère.
Les abbayes encore actives sont signalées en caractères gras.
Ne figurent pas dans cette liste les prieurés dépendant des abbayes citées.
- Haut – A
- B
- C
- D
- E
- F
- G
- H
- I
- J
- K
- L
- M
- N
- O
- P
- Q
- R
- S
- T
- U
- V
- W
- X
- Y
- Z

## A

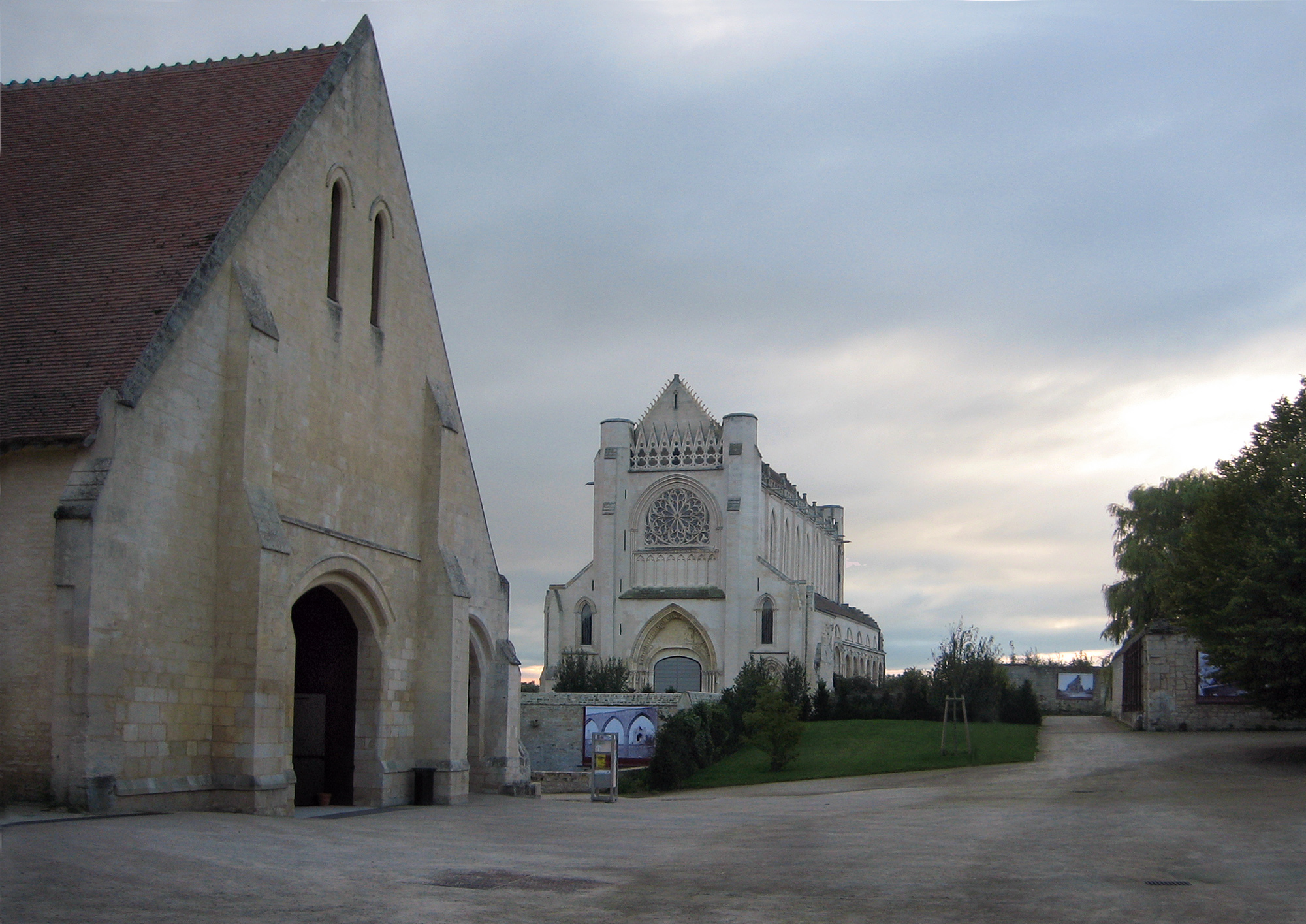
Abbaye d'Ardenne (Calvados).

- Abbaye Notre-Dame d'Abbecourt, diocèse de Chartres puis Versailles (1180-1790) (Orgeval, Yvelines)
- Abbaye Saint-Jean-des-Prémontrés d'Amiens, diocèse d'Amiens (1135-1790) (Amiens, Somme)
- Abbaye Notre-Dame d'Ardenne, diocèse de Bayeux (1150-1790) (Saint-Germain-la-Blanche-Herbe, Calvados) [1]
- Abbaye Notre-Dame d'Arthous, diocèse d'Aire et Dax (vers 1160-1790) (Hastingues, Landes)
- Abbaye Saint-Marien d'Auxerre (1139-1790), diocèse d'Auxerre puis Sens (Auxerre, Yonne)
- Abbaye Notre-Dame d'Avigny, diocèse de Châlons puis Langres (Hallignicourt, Haute-Marne)

## B

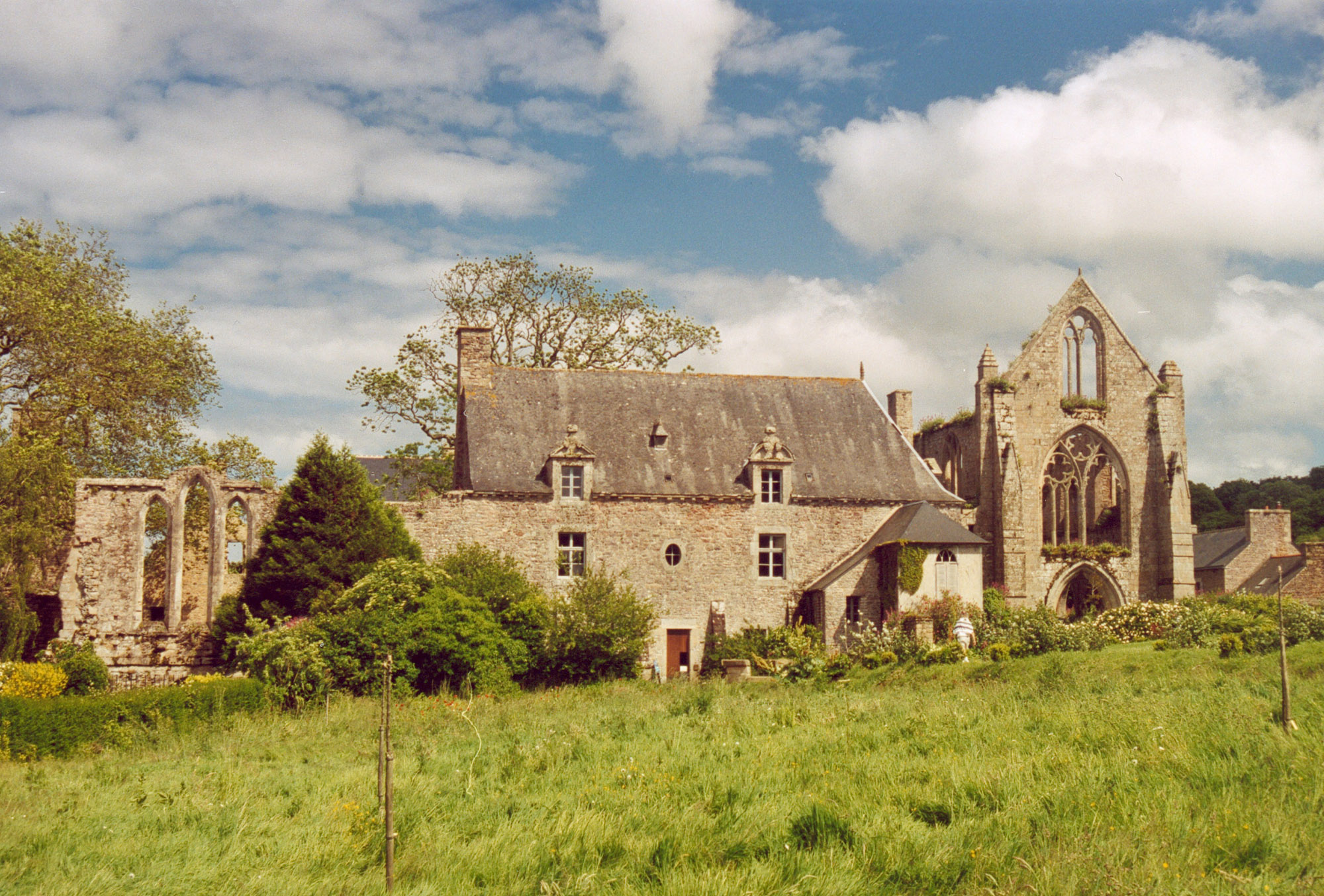
Abbaye de Beauport (Paimpol, Côtes-d'Armor).

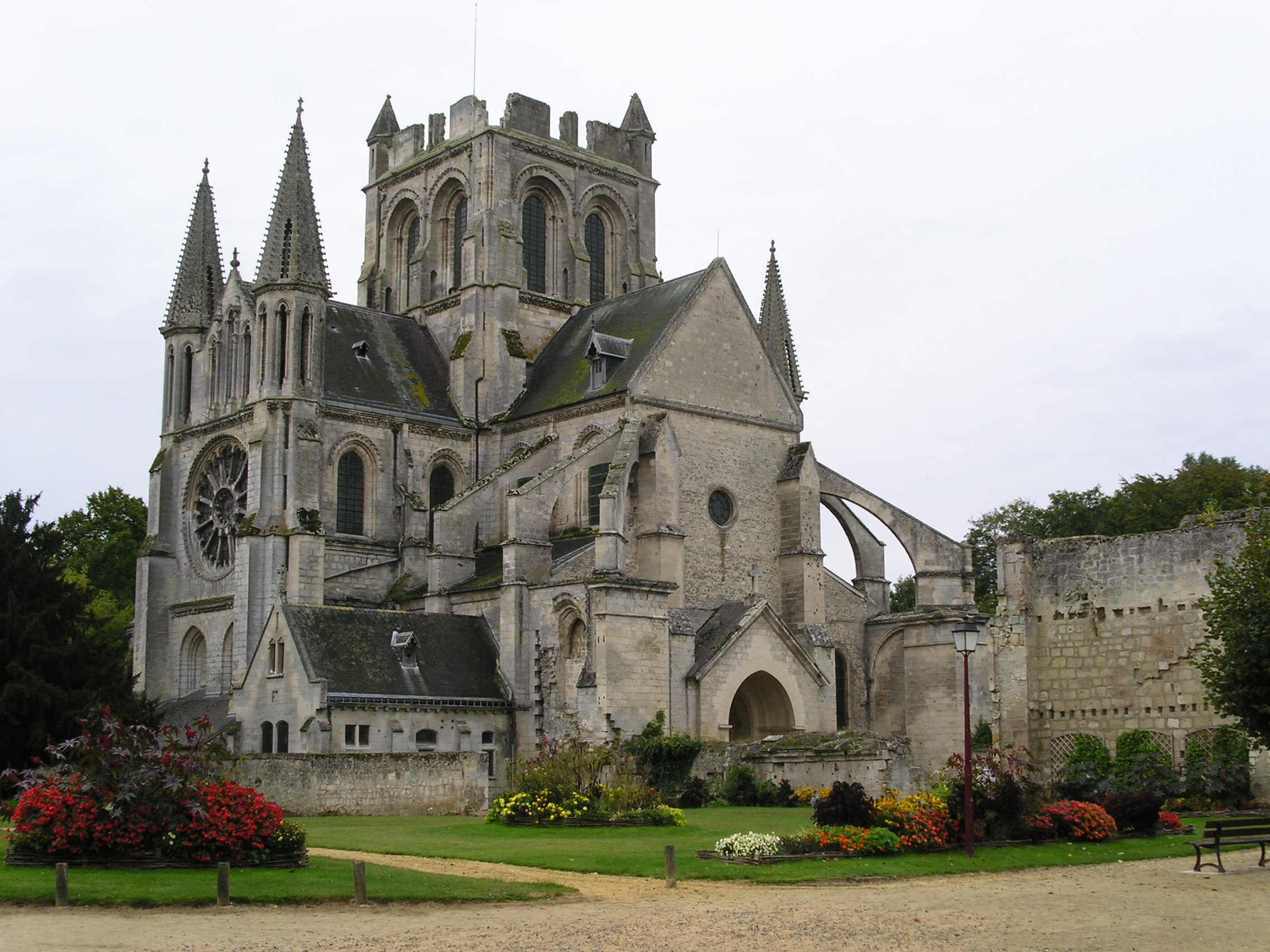
Abbaye Saint-Yved de Braine (Aisne).

- Abbaye Notre-Dame et Saint-Jean-Baptiste de Bassefontaine, diocèse de Troyes (1143-1773) (Brienne-la-Vieille, Aube)
- Abbaye Notre-Dame de Beaulieu (1109-1791), diocèse de Troyes (Trannes, Aube)
- Abbaye Notre-Dame de Beauport (1202-1790), diocèse de Saint-Brieuc (Paimpol, Côtes-d'Armor) [2]
- Abbaye Notre-Dame de Belchamp (mi-XIIe-1552), diocèse de Besançon (Voujeaucourt, Doubs)
- Abbaye de Belle-Étoile, diocèse de Bayeux puis Séez (1216-1790) (Cerisy-Belle-Étoile, Orne)
- Abbaye Notre-Dame-et-Saint-Paul de Bellevaux (v. 1157-1790), diocèse de Nevers (Limanton, Nièvre)
- Abbaye Notre-Dame de Bellozanne (ou Bellosanne), diocèse de Rouen (1198-1790) (Brémontier-Merval, Seine-Maritime)
- Abbaye de Belval au Bois-des-Dames (1133-1790), diocèse de Reims (Belval-Bois-des-Dames, Ardennes)
- Abbaye de Benoîte-Vaux, diocèse de Verdun (Rambluzin-et-Benoite-Vaux, Meuse)
- Abbaye Notre-Dame-et-Saint-Nicolas de Blanchelande, diocèse de Coutances (1161-1790) (Neufmesnil, Manche)
- Abbaye Notre-Dame de Bonfays (v. 1145-1790), diocèse de Toul puis Saint-Dié (Légéville-et-Bonfays, Vosges)
- Abbaye Sainte-Anne-de-Bonlieu (1871–2014) (Bonlieu-sur-Roubion, Drôme)
- Abbaye Saint-Yved de Braine (1130-1790), diocèse de Soissons (Braine, Aisne)
- Abbaye Saint-Pierre de Bucilly (1148-1790), diocèse de Laon puis Soissons (Bucilly, Aisne)

## C

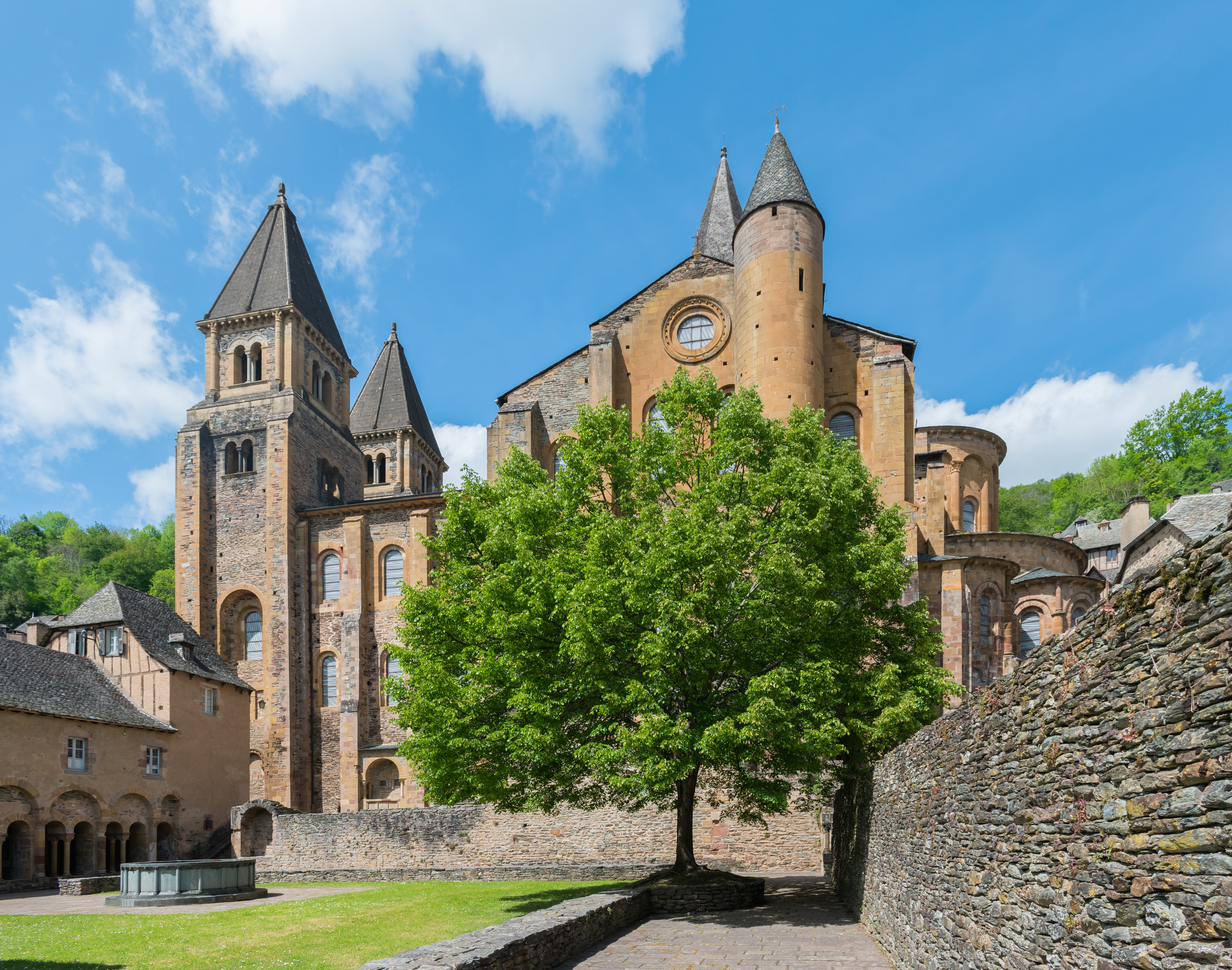
Abbaye Sainte-Foy de Conques (Aveyron).

- Abbaye Notre-Dame de la Capelle, diocèse de Toulouse (Merville, Haute-Garonne)
- Abbaye Notre-Dame de la Case-Dieu (ou Case-de-Dieu), diocèse d'Auch (Beaumarchés, Gers)
- Abbaye Saint-Jean de la Castelle, diocèse d'Aire et Dax (vers 1159-1790) (Duhort-Bachen, Landes)
- Abbaye Notre-Dame de Chambrefontaine, diocèse de Meaux (1190-1790)[3] (Cuisy, Seine-et-Marne)
- Abbaye Notre-Dame de la Chapelle-aux-Planches, diocèse de Troyes, puis Langres (1145-1790) (Puellemontier, Haute-Marne)
- Abbaye Notre-Dame de Chartreuve, diocèse de Soissons (1145-1790) (Chéry-Chartreuve, Aisne)
- Abbaye Saint-Martin de Châteaudieu, diocèse de Tournai puis d'Arras puis de Cambrai (Mortagne-du-Nord, Nord)
- Abbaye Saint-Martin de Château-l'Abbaye, diocèse de Cambrai puis Arras (1135-?) (Château-l'Abbaye, Nord)
- Abbaye Saints-Berthold-et-Arnaud de Chaumont-la-Piscine, diocèse de Reims (Chaumont-Porcien, Ardennes)
- Abbaye Saint-Nicolas de Clairfontaine, diocèse de Soissons (début XIIe-1793) (Clairfontaine, Aisne)
- Abbaye Saint-André de Clermont, diocèse de Clermont (Clermont-Ferrand, Puy-de-Dôme)
- Abbaye Saint-Laurent de Combelongue, diocèse de Couserans, puis Pamiers (1138-1791) (Rimont, Ariège) [4].
- Abbaye Notre-Dame de Corneux, diocèse de Besançon (1134-1790) (Saint-Broing, Haute-Saône)
- Abbaye Sainte-Foy de Conques (Conques, Aveyron). Ancienne abbaye bénédictine de 1041 à 1537, date de son transfert à des chanoines séculiers puis en 1873, aux Prémontrés, prieuré toujours en activité.
- Abbaye Notre-Dame de Cuissy (ou Cuisy), diocèse de Laon puis Soissons (début XIIe-fin XVIIIe) (Cuissy-et-Geny, Aisne)

## D
- Abbaye Notre-Dame de l'Assomption de Dilo (ou Dilot), diocèse de Sens (1132-?) (Arces-Dilo, Yonne)
- Abbaye Notre-Dame de Divielle, (1209-1791) (Goos, Landes)
- Abbaye Saint-Josse de Dommartin (ou Dompmartin), diocèse d'Arras, (1125-1790) (Tortefontaine, Pas-de-Calais) [5].
- Abbaye Saint-Jacques de Doue (ou Doë ou Doe-en-Vellay), diocèse du Puy (Saint-Germain-Laprade, Haute-Loire)

## E

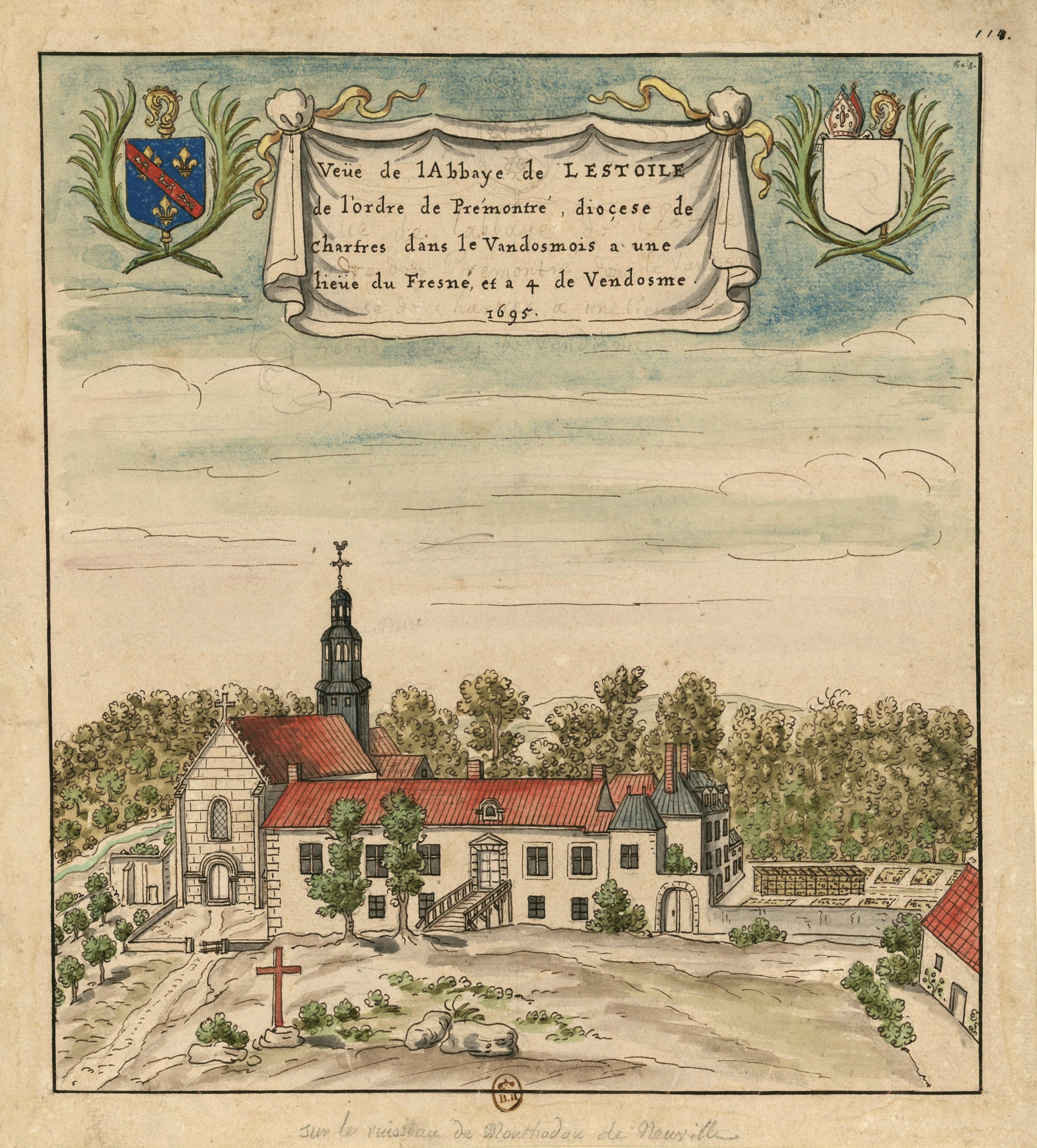
L'abbaye Saint-Sauveur de l'Étoile à Authon (Loir-et-Cher) au XVIIe siècle

- Abbaye Notre-Dame de l'Étanche, diocèse de Verdun (v. 1144-1790) (Lamorville, Meuse)
- Abbaye Saint-Pierre d'Étival, diocèse de Toul, puis Saint-Dié (mi-XIIe - 1790) (Étival-Clairefontaine, Vosges)
- Abbaye Sainte-Trinité et Saint-Sauveur de l'Étoile, diocèse de Chartres, puis Blois (Authon, Loir-et-Cher)

## F
- Abbaye Saint-Jean-Baptiste de Falaise, diocèse de Séez puis diocèse de Bayeux-Lisieux (1159-1790) (Falaise, Calvados)
- Abbaye Notre-Dame-de-l'Assomption de Flabémont, diocèse de Toul puis diocèse de Saint-Dié (1132-1790) (Tignécourt) [6].
- Abbaye Notre-Dame de Fontcaude, diocèse de Narbonne, puis Saint-Pons-de-Tomières, puis diocèse de Montpellier (1179-1791) (Cazedarnes, Hérault) [7].
- Abbaye Saint-Michel de Frigolet, diocèse d'Avignon, puis diocèse d'Aix-en-Provence et Arles (Tarascon, Bouches-du-Rhône) [8].

## G
- Abbaye Sainte-Élisabeth de Genlis, diocèse de Noyon puis Soissons (v. 1418-1790) (Villequier-Aumont, Aisne)
- Abbaye Notre-Dame de Grandchamp, diocèse de Chartres puis Versailles (av. 1199-1681) (Grandchamp, Yvelines) [9].

## H
- Abbaye Saint-Nicolas d'Hermières, diocèse de Paris puis Meaux (1160-1790) (Favières, Seine-et-Marne)
- Abbaye Notre-Dame d'Huveaune, diocèse de Marseille (Marseille, Bouches-du-Rhône)

## I
- Abbaye Notre-Dame de l'Île-Dieu (1187-1790), diocèse de Rouen, puis d'Évreux (Perruel, Eure)[10].

## J

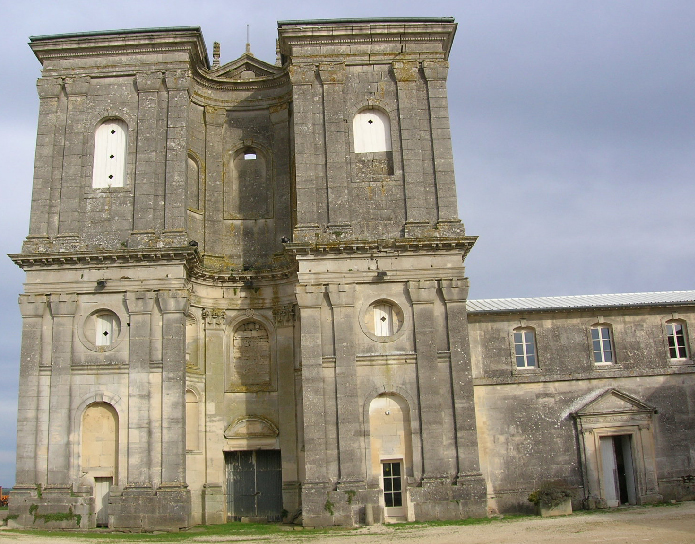
Abbaye de Jovilliers (Meuse)

- Abbaye Notre-Dame de l'Assomption de Jandeures (ou Jandures), diocèse de Toul, puis Verdun (Lisle-en-Rigault, Meuse)
- Abbaye Saint-Pierre de Jovilliers (ou Jovillers), diocèse de Toul, puis Verdun (1142-1790) (Stainville, Meuse)
- Abbaye Notre-Dame et Saint-Barthélemy de Joyenval, diocèse de Chartres puis de Versailles (1221-v. 1790) (Chambourcy) [11].
- Abbaye Notre-Dame de l'Assomption de Justemont, diocèse de Metz (v. 1130-1790) (Vitry-sur-Orne, Moselle)

## L

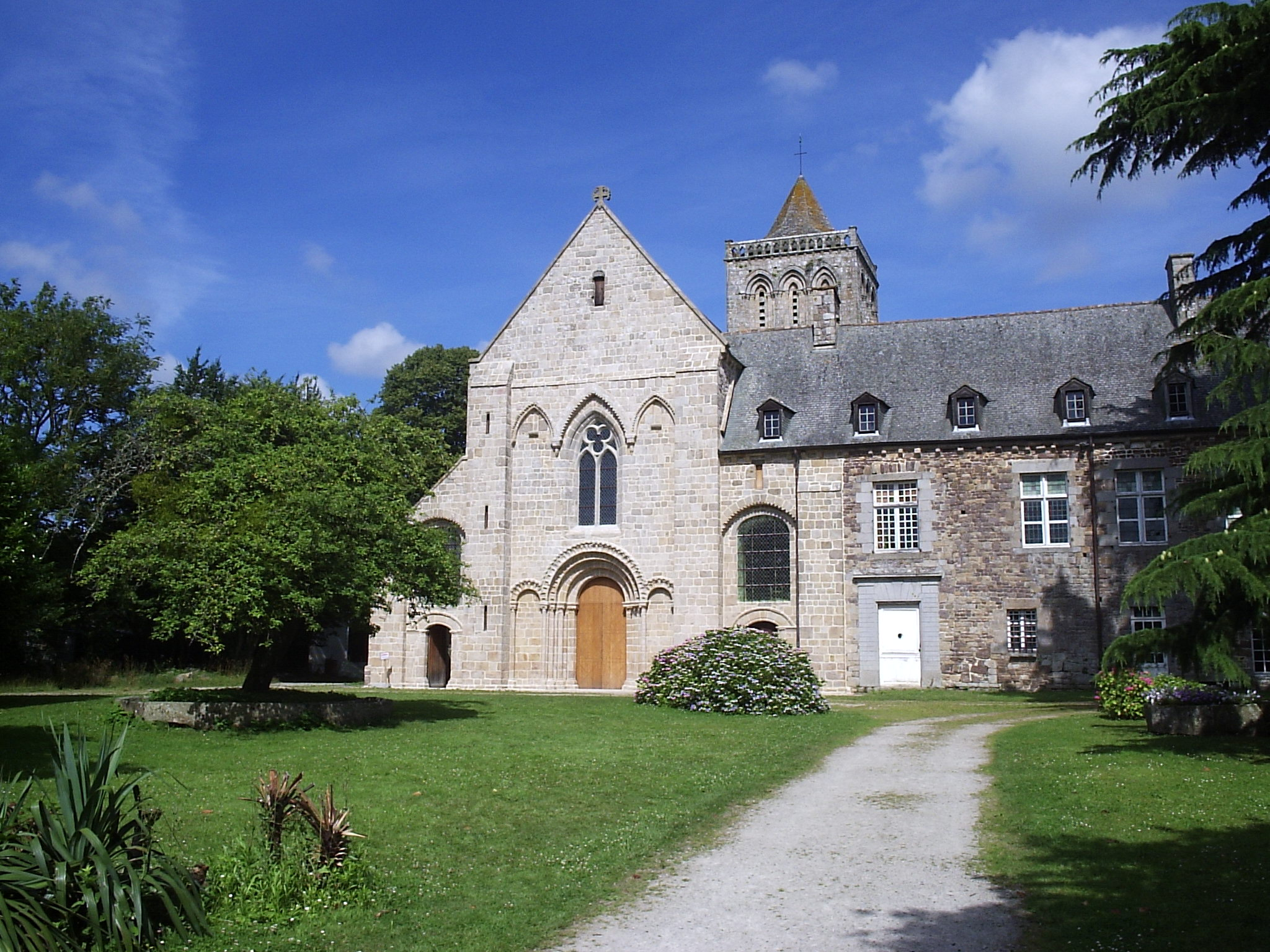
Abbaye de la Lucerne (Manche)

- Abbaye Notre-Dame de Lahonce, diocèse de Bayonne (Lahonce, Pyrénées-Atlantiques)
- Abbaye Saint-Martin de Laon, diocèse de Laon puis diocèse de Soissons (Laon, Aisne)
- Abbaye Notre-Dame et Saint-Rémi de Laval Dieu, diocèse de Reims (Monthermé, Ardennes)
- Abbaye Notre-Dame de Licques, diocèse de Boulogne (Licques, Pas-de-Calais)
- Abbaye Notre-Dame de Lieu-Dieu (La Genétouze, puis Jard-sur-Mer, Vendée)
- Abbaye Notre-Dame de Lieu-Dieu, diocèse de Poitiers puis Luçon (Jard-sur-Mer, Vendée)
- Abbaye Notre-Dame de Lieu-Restauré, diocèse de Soissons, puis Beauvais (1140-?) (Bonneuil-en-Valois, Oise)
- Abbaye Sainte-Marie-Madeleine de Longwé, diocèse de Reims (Longwé-l'Abbaye, Ardennes) (début XIIIe siècle-1791)
- Abbaye de la Sainte-Trinité de la Lucerne, chanoines, diocèse d'Avranches, puis Coutances (1143-?) (La Lucerne-d'Outremer, Manche) [12].

## M

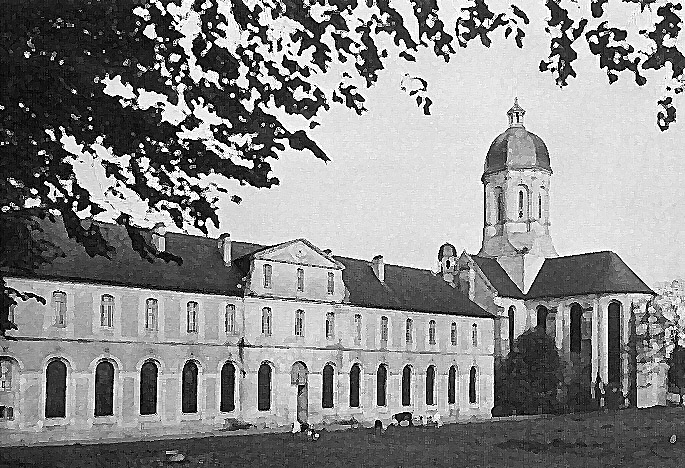
Abbaye de Mondaye

- Abbaye Saint-Nicolas de Marcheroux (ou Marché-Raoul), diocèse de Rouen (Beaumont-les-Nonains, Oise)
- Abbaye Sainte-Croix et Saint-Éloi de Metz, diocèse de Metz (Metz, Moselle)
- Abbaye Notre-Dame de Moncetz (ou Moncels), diocèse de Châlons-sur-Marne (Moncetz-l'Abbaye, Marne)
- Abbaye Saint-Martin de Mondaye, diocèse de Lisieux (Juaye-Mondaye, Calvados) [13].
- Abbaye Notre-Dame du Mont-Saint-Martin, diocèse de Cambrai puis Soissons (Gouy, Aisne)
- Abbaye Notre-Dame de Mureau, diocèse de Toul puis Saint-Dié (1049-1790) (Pargny-sous-Mureau, Vosges)

## N
- Abbaye Saint-Gilbert de Neuffontaines, diocèse de Clermont puis Moulins (1152-1791) (Saint-Didier-la-Forêt, Allier)
- Abbaye Saint-Joseph de Nancy, diocèse de Toul puis Nancy-Toul (1635-1790) (Nancy, Meurthe-et-Moselle)

## P

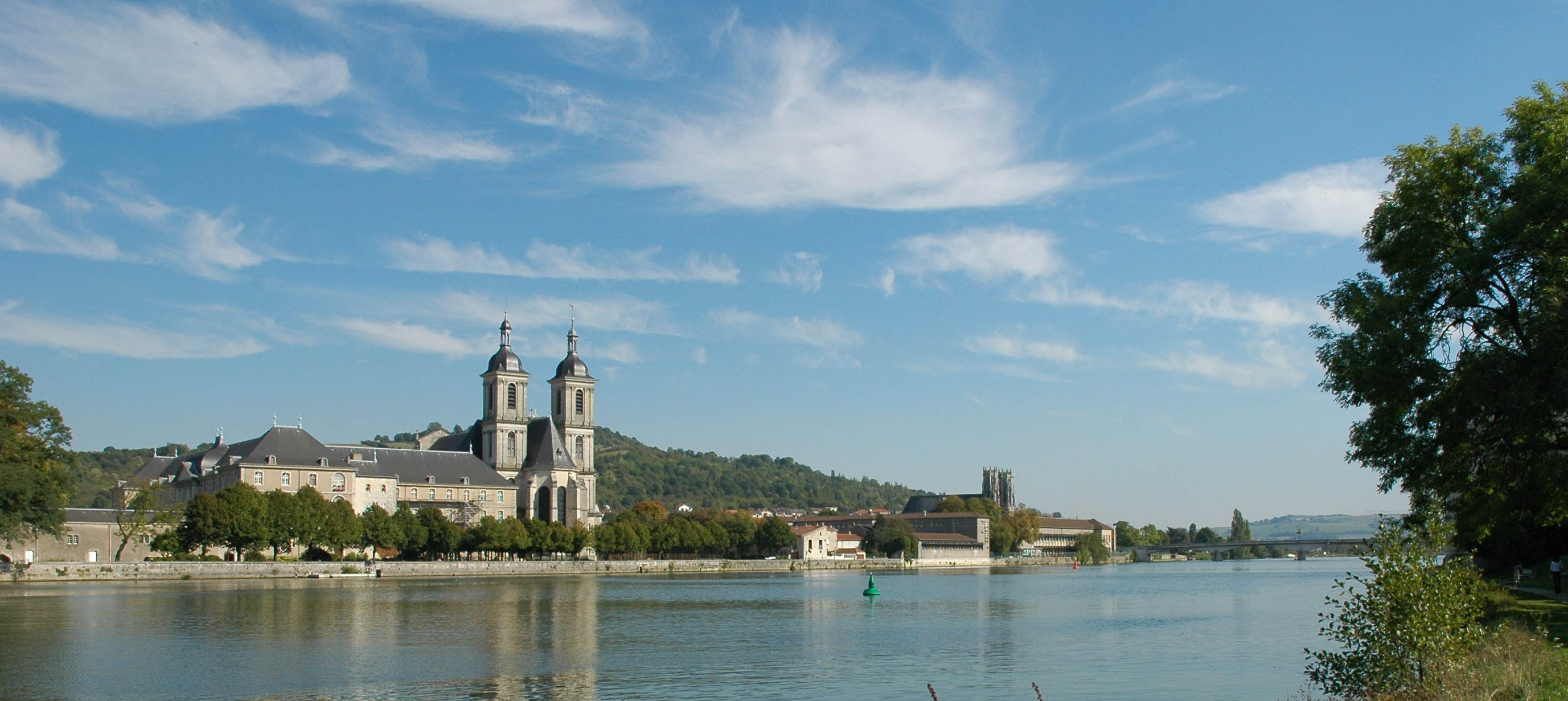
Abbaye Sainte-Marie-Majeure de Pont-à-Mousson

- Abbaye Notre-Dame du Perray-Neuf, diocèse du Mans (Précigné, Sarthe)
- Abbaye de Pleineselve, diocèse de Bordeaux (Saint-Ciers-sur-Gironde, Gironde)
- Abbaye Sainte-Marie-Majeure de Pont-à-Mousson, diocèse de Toul puis diocèse de Nancy et Toul (Pont-à-Mousson, Meurthe-et-Moselle) [14].
- Abbaye Saint-Jean-Baptiste de Prémontré, diocèse de Laon puis Soissons, chef d'ordre (1120-1790) (Anizy-le-Château, Aisne)

## R
- Abbaye Sainte-Marie-Madeleine de Rengéval, diocèse de Toul, puis Verdun (XIIe siècle-1791) (Géville, Meuse)
- Abbaye Notre-Dame de Ressons, diocèse de Rouen puis Beauvais (1150-?) (Ressons-l'Abbaye, Oise)
- Abbaye Notre-Dame de Riéval, diocèse de Toul puis Verdun (Ménil-la-Horgne, Meuse)

## S

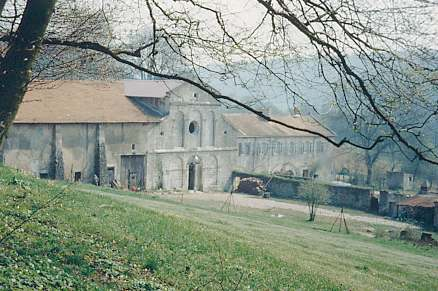
Abbaye de Sainte-Marie-au-Bois (Meurthe-et-Moselle)

- Abbaye Notre-Dame et Saint-André de Saint-André-au-Bois, diocèse d'Amiens puis Arras (Gouy-Saint-André, Pas-de-Calais)
- Abbaye de Saint-Augustin-lès-Thérouanne, diocèse de Thérouanne, puis Saint-Omer, puis Arras (Thérouanne, Pas-de-Calais)
- Abbaye Saint-Georges de Saint-Georges-des-Bois, diocèse du Mans puis Blois (Saint-Martin-des-Bois Loir-et-Cher)
- Abbaye Saint-Jean-Baptiste de Saint-Jean-de-la-Castelle, diocèse d'Aire, puis Aire et Dax (Duhort-Bachen, Landes)
- Abbaye de Saint-Josse-au-Bois : voir Abbaye de Dommartin
- Abbaye Saint-Just de Saint-Just-en-Chaussée, diocèse de Beauvais (Saint-Just-en-Chaussée, Oise)
- Abbaye Saint-Pierre de Saint-Pierremont, diocèse de Metz puis Nancy (Avril, Meurthe-et-Moselle)
- Abbaye de Sainte-Marie-au-Bois, diocèse de Toul puis Nancy (Vilcey-sur-Trey, Meurthe-et-Moselle)
- Abbaye Notre-Dame de la Nativité de Salival, diocèse de Metz (commune de Salival jusqu'en 1888, puis de Morville-lès-Vic (1888-1928), puis de Moyenvic, Moselle)
- Abbaye de Selincourt, abbaye de la Sainte-Larme du Christ et Saint-Pierre de Selincourt, diocèse d'Amiens, hameau de Selincourt, commune d'Hornoy-le-Bourg (Somme)
- Abbaye Saint-Paul de Sens, dite aussi  Abbaye Saint-Paul-sur-Vanne, diocèse de Sens puis Sens-Auxerre (Sens, Yonne) (1212-1770-1789
- Abbaye royale Saint-Nicolas de Septfontaines, diocèse de Langres (Andelot-Blancheville, Haute-Marne)
- Abbaye Notre-Dame de Septfontaines-en-Thiérache, diocèse de Reims (Fagnon, Ardennes)
- Abbaye Notre-Dame de Séry, diocèse d'Amiens (Bouttencourt, Somme)
- Abbaye Notre-Dame de l'Assomption et Saint-Laurent de Silly, diocèse de Séez (Silly-en-Gouffern, Orne)

## T
- Abbaye Notre-Dame de Thenailles, diocèse de Laon puis Soissons (1130-1790) (Thenailles, Aisne)

## V
- Abbaye Notre-Dame de Vaas, diocèse du Mans (1726-1790) (Vaas, Sarthe)
- Abbaye Notre-Dame et Saint-Ghislain de Valchrétien, diocèse de Soissons (Bruyères-sur-Fère, Aisne)
- Abbaye Notre-Dame de Valsecret, diocèse de Soissons (Brasles, Aisne)
- Abbaye Notre-Dame de Valsery, diocèse de Soissons (1124-?) (Cœuvres-et-Valsery, Aisne)
- Abbaye Saint-Paul de Verdun, diocèse de Verdun (Verdun, Meuse)
- Abbaye Notre-Dame et Saint-Quentin de Vermand, diocèse de Noyon puis Soissons (1144-1790) (Vermand, Aisne)
- Abbaye Saint-Blaise et Saint-Sébastien de Vicogne, diocèse d'Arras, puis de Cambrai (1132-1790) (Raismes, Nord)